# 高濱龍一郎
高濱 龍一郎（たかはま りゅういちろう、1976年3月2日 - ）は、兵庫県姫路市出身のオートバイ・モトクロスレーサー。身長180cm。ハマーの愛称で多くの人々に親しまれている。日本を代表するモトクロスレーサー。奇跡の大逆転や、抜群のスピードで一気に数台を抜き去る等の、熱いドラマティックなレース展開で知られている。ファンをとても大切にすることでも有名。
父親の影響で3歳からモトクロスを始め、中学卒業後の1992年、アメリカ合衆国のAMAスーパークロス・ウエスト 125cc（現スーパークロスライツ）に参戦。1995年からモトクロス国内最高峰、全日本モトクロス選手権 国際A級250ccに参戦し、2000年には5勝をあげタイトルを獲得。同年、モトクロス・デ・ナシオンの日本チームの一人に選ばれ、日本チーム過去最高の6位を獲得。1998年から2003年までホンダHRCのワークス・ライダーを務める一方で、1999年に自身のモトクロス・チーム『TEAM HAMMER』を結成。2004年からは同チームで監督兼ライダーを務め、2005年よりHONDA DREAM RTからのサポートも開始されている。
自身が講師を勤める HONDAオフスクール・Honda DREAM BIKE KIDS SCHOOL・ハマースクール 等は毎月（2~3回）、全国各地で開催される。

## 戦歴
- 1992年 - AMAスーパークロス・ウエスト125cc ランキング30位
- 1995年 - 全日本モトクロス選手権 国際A級250cc ランキング9位
- 1996年 - 全日本モトクロス選手権 国際A級250cc ランキング20位
- 1997年 - 全日本モトクロス選手権 国際A級250cc ランキング11位
- 1998年 - 全日本モトクロス選手権 国際A級250cc ランキング7位 (HONDA HRC)
- 1999年 - 全日本モトクロス選手権 国際A級250cc ランキング6位 (HONDA HRC)
- 2000年 - 全日本モトクロス選手権 国際A級250cc チャンピオン獲得、モトクロス・デ・ナシオン 14/23位 日本チームランキング6位 (HONDA HRC)
- 2001年 - 全日本モトクロス選手権 国際A級250cc ランキング13位 (HONDA HRC)
- 2002年 - 全日本モトクロス選手権 国際A級250cc ランキング3位 (HONDA HRC)
- 2003年 - 全日本モトクロス選手権 国際A級250cc ランキング5位 (HONDA HRC)
- 2004年 - 全日本モトクロス選手権 国際A級250cc ランキング11位 (TEAM HAMMER)
- 2005年 - 全日本モトクロス選手権 IA1 ランキング2位 (HONDA DREAM TEAM)
- 2006年 - 全日本モトクロス選手権 IA1 ランキング8位 (HONDA DREAM TEAM)